# 斯滕·梅尔格伦
斯滕·梅尔格伦（瑞典語：Sten Mellgren，1900年8月28日—1989年9月3日），瑞典男子足球运动员，司职后卫。他曾代表瑞典国家队参加1924年夏季奥林匹克运动会足球比赛，获得一枚铜牌。